# Ruta 17 (Uruguai)
A Ruta 17 é uma rodovia do Uruguai que liga a cidade de Treinta y Tres à localidade de General Enrique Martínez. Seu trajeto passa inteiramente pelo departamento de Treinta y Tres.
O trecho entre a Ruta 18 e General Enrique Martínez foi nomeado Padre Vicente Monteleone pela lei 16453, de 17 de dezembro de 1993.